# Linda van Huffelen
Linda van Huffelen (Norg, 1965) is een Nederlandse glaskunstenaar.

## Leven
Van Huffelen begon haar carrière met werken in textiel, keramiek en brons. Dit leidde uiteindelijk via een workshop glasfusing tot een carrière als glaskunstenaar. Van Huffelen is grotendeels autodidact.

## Werk
De werken die zij maakt worden gemaakt met de techniek glasfusing. In haar werk maakt ze cross-overs met andere kunstvormen. Van Huffelen is de bedenker van de Stapelingen-techniek, waarbij stroken glas samengesmolten worden tot driedimensionale sculpturen.
Sinds 2018 gebruikt Van Huffelen de inflatables-techniek, die zij geleerd heeft van de Amerikaanse glaskunstenaar en innovator Matthew Szösz. Bij deze techniek worden platen glas samengesmolten en op hoge temperatuur opgeblazen met perslucht.
Van Huffelen wordt in haar werk geïnspireerd door de natuur. Een inspiratiebron is daarbij het werk van Ernst Haekel en vloeiende lijnen die zichtbaar zijn in natuur. Daarnaast is de rij van Fibonacci, die in veel planten en dieren te vinden is, een inspiratiebron in haar werk.
De werken van Van Huffelen zijn zowel qua ontwerp als qua uitvoering unica. In 2016, 2017, 2018 en 2020 maakte ze een sculptuur voor de uitreiking van de Martien Zandwijk Prijs. In 2021 maakte ze de ondernemersprijs van de gemeente Noordenveld.
Twee van haar werken zijn in 2025 opgenomen in de collectie van Glasmuseum Die Alter Herdinghof in Lette, Duitsland.
Over haar werk is in 2025 een documentaire gemaakt door videograaf Ron van der Bosch.

## Fotogalerij

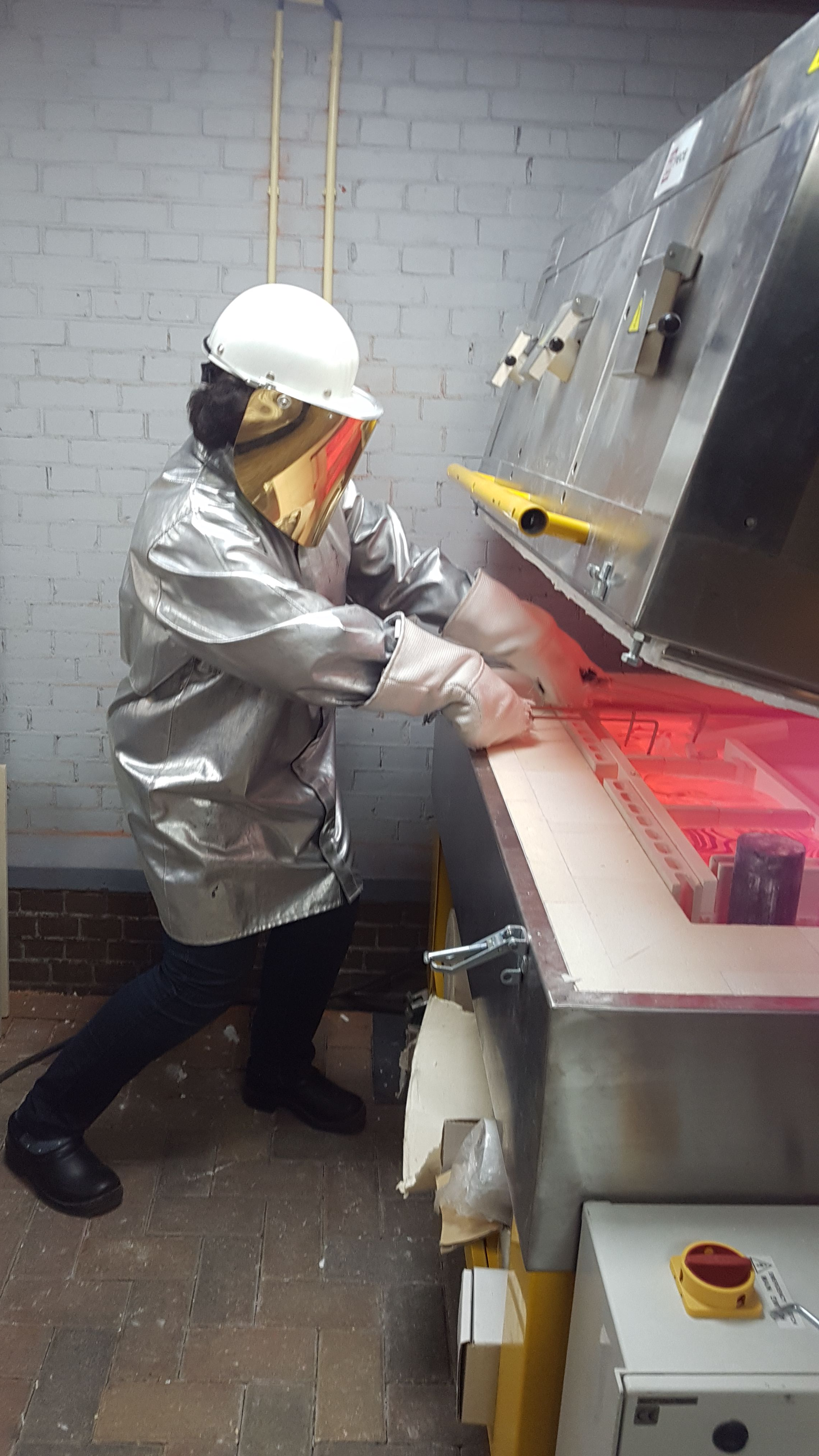
Linda van Huffelen aan het werk
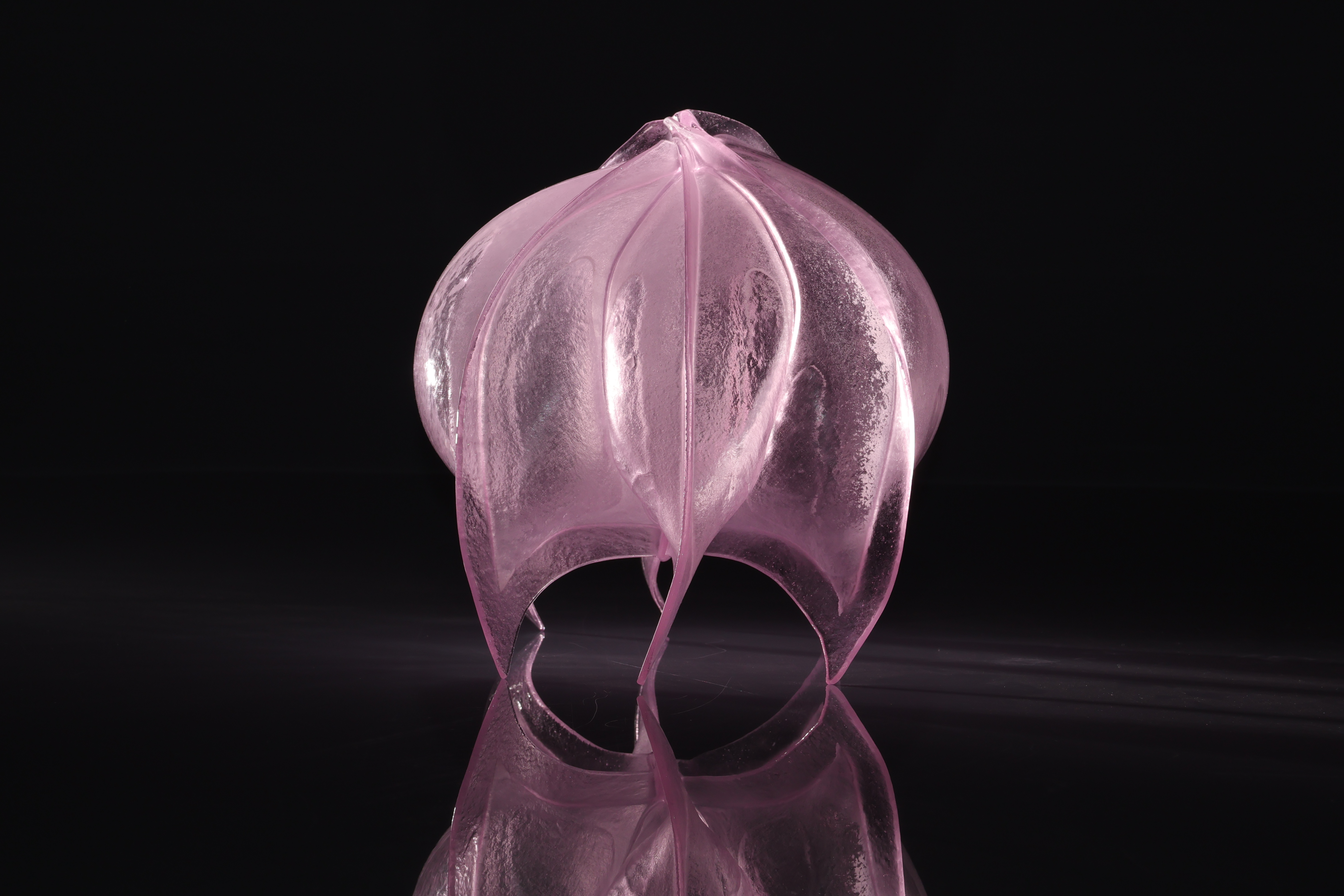
Inflatable 61
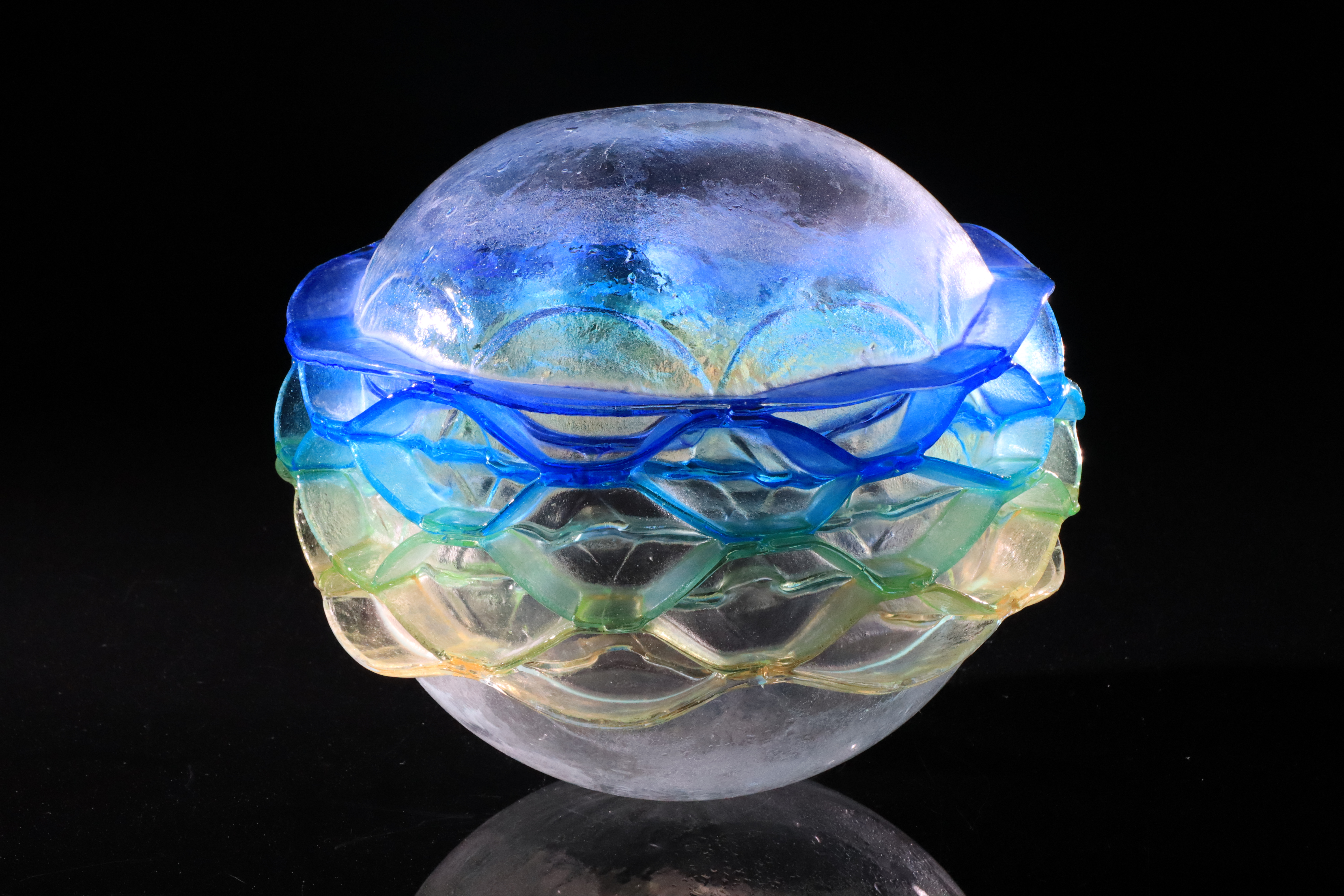
Inflatable 57
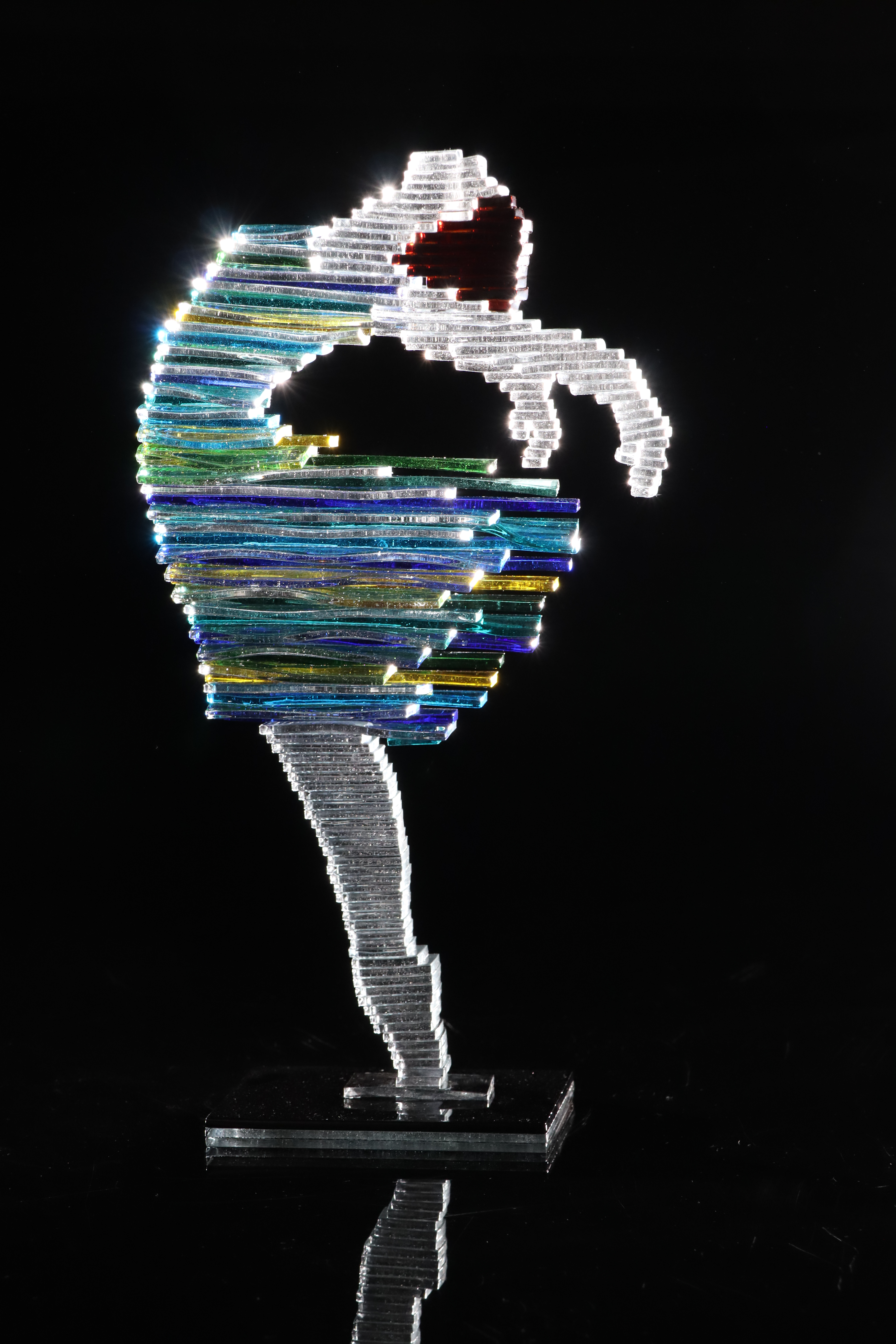
Overgave
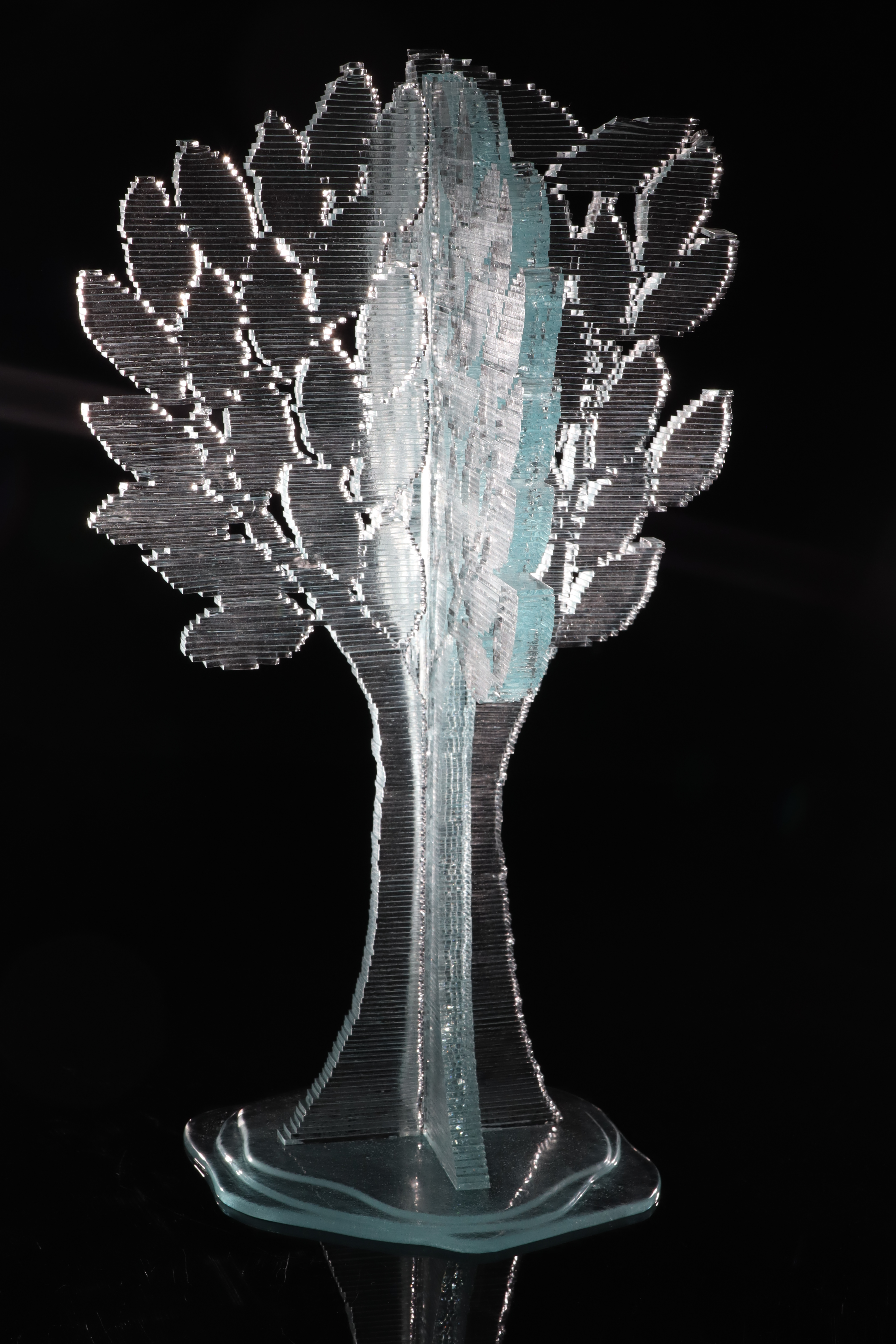
Van bomen en de dingen die voorbij gaan
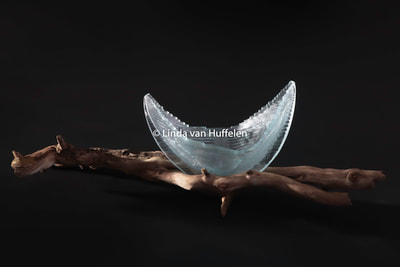
Ashore - handgevormde driedimensionale stapeling

## Exposities (selectie)
Groningen:
- Adorp: expositie in de kerk (2016[6])
- Appingedam: De Noordelijke Kunsthof (2017)
- Appingedam: Kunstmarkt Fraeylemaborg (2014, 2017)
- Groningen: UMCG (2018)
- Leek: Kunst op Nienoord (2021, 2020)
- 't Waar: Galerie Waarkunst (2018)
- Westerwolde Rijgt: (2016, 2017)
- Wildervank: galerie Kijk 's Kunst (2022)

Drenthe:
- Assen: Kunst aan de Vaart (2015)
- Emmen: CBK (2018)
- Gees: Beelden in Gees (2018)
- Huis ter Heide: Galerie Huis ter Heide (2014-2019)
- Midlaren: Kunstroute KeiK! (2022)
- Norg: Open Atelierroute Noordenveld (2019, 2021[7], 2022, 2023)
- Roden: Kunstencentrum K38 (2023, 2021, 2020, 2019)[8]

Friesland:
- Ameland: Kunstmaand Ameland (2021)
- Joure/Langweer: Ovengevormd glas (2017)
- Littenresadiel: Paradepaadje (2016[9])
- Makkum: Makkumart (2017)
- Noordwolde: Kunst in de Stellingen (2022[10], 2017[11])
- Woudsend: Kunst aan de Ee (2018)

Overijssel:
- Bathmen: Bathmense kunstmarkt (2017)
- Kampen: expositie Internationale Hanzedagen (2017)
- Tubbergen: Glasrijk (2019, 2017, 2015)
- Witharen: Beeldentuin Witharen (2018)[12]

Gelderland:
- Bronckhorst: Kunst4daagse (2016)
- Loenen: Arthuus (2018)
- Vaassen: Kasteel Cannenburch, Stof en Structuur in Glas, expositie Stichting Glaskunst (2025)
- Vaassen: Kasteel Cannenburch, Kijken naar kleur, expositie Stichting Glaskunst (2021)
- Vorden: Galerie de Burgerij (2017, 2019[13])
- Zutphen: International Glass Expo (2023, 2022[14])

Utrecht
- Leerdam: Glasmuseum, Jubileumexpositie Vereniging Vrienden van Modern Glas (2021)

Noord-Holland:
- Amsterdam: Annual Dutch Art Fair (ADAF, 2016)
- Bergen: Galerie Lida Dijkstra (2019-2020)
- Hoofddorp: duo expositie met Hanneke Muijs-Hoksbergen in Galerie de Tuinkamer

Zuid-Holland:
- Bergambacht: Galerie De Lek in Beeld (2017)
- Rotterdam: Nationale Kunstdagen (2014, 2015, 2016, 2017. In 2016: vierde overall plaats van vak- en publieksjury)

Limburg:
- Well: Expositie World Art House (2016[15])

België:
- Haacht: Internationale Glas en Keramiekmarkt (2017)
- Haacht: Internationale Glas- en Keramiekbiënnale (2023)

Bulgarije:
- Sofia, Internationale Glass Biënale (2023)[16]

Duitsland:
- Coldam: Expositie Kunstzentrum Coldam (2016)
- Greetsiel: Greetsieler Woche (2019)
- Leer: Ausstellung Creare ´Die Kreativität des Nordens´, Galerie im Zollhaus (2015)